# Lake (groupe allemand)
 (août 2023).
La mise en forme du texte ne suit pas les recommandations de Wikipédia : il faut le « wikifier ».
Les points d'amélioration suivants sont les cas les plus fréquents. Le détail des points à revoir est peut-être précisé sur la page de discussion.
- Les titres sont pré-formatés par le logiciel. Ils ne sont ni en capitales, ni en gras.
- Le texte ne doit pas être écrit en capitales (les noms de famille non plus), ni en gras, ni en italique, ni en « petit »…
- Le gras n'est utilisé que pour surligner le titre de l'article dans l'introduction, une seule fois.
- L'italique est rarement utilisé : mots en langue étrangère, titres d'œuvres, noms de bateaux, etc.
- Les citations ne sont pas en italique mais en corps de texte normal. Elles sont entourées par des guillemets français : « et ».
- Les listes à puces sont à éviter, des paragraphes rédigés étant largement préférés. Les tableaux sont à réserver à la présentation de données structurées (résultats, etc.).
- Les appels de note de bas de page (petits chiffres en exposant, introduits par l'outil «  Source ») sont à placer entre la fin de phrase et le point final[comme ça].
- Les liens internes (vers d'autres articles de Wikipédia) sont à choisir avec parcimonie. Créez des liens vers des articles approfondissant le sujet. Les termes génériques sans rapport avec le sujet sont à éviter, ainsi que les répétitions de liens vers un même terme.
- Les liens externes sont à placer uniquement dans une section « Liens externes », à la fin de l'article. Ces liens sont à choisir avec parcimonie suivant les règles définies. Si un lien sert de source à l'article, son insertion dans le texte est à faire par les notes de bas de page.
- La présentation des références doit suivre les conventions bibliographiques. Il est recommandé d'utiliser les modèles {{Ouvrage}}, {{Chapitre}}, {{Article}}, {{Lien web}} et/ou {{Bibliographie}}. Le mode d'édition visuel peut mettre en forme automatiquement les références.
- Insérer une infobox (cadre d'informations à droite) n'est pas obligatoire pour parachever la mise en page.

Pour une aide détaillée, merci de consulter Aide:Wikification.
Si vous pensez que ces points ont été résolus, vous pouvez retirer ce bandeau et améliorer la mise en forme d'un autre article.
 (août 2023).
Pour les articles homonymes, voir Lake.
Lake, parfois appelé The Lake dans certains pays, est un groupe germano-britannique de musique rock formé en 1973 à Hambourg, en Allemagne. En 1975, le chanteur James Hopkins-Harrison rejoint le groupe, auquel il donnera leur signature sonore jusqu'à la première dissolution du groupe.

## Histoire
Le groupe était à l'origine actif sous le nom de The Tornados entre 1967 et 1973, avant de se reformer sous le nom de Lake en 1973. Il connaît un succès modeste en Europe du milieu des années 1970 jusqu'au début des années 1980, notamment en Allemagne où les membres furent nommés artistes de l'année par la German Phono Academy en 1977. La même année, leur premier album éponyme atteint la 92e place aux États-Unis, et le single Time Bomb atteint la 83e place, ce qui s'avérera être leur plus grand succès aux États-Unis. Au Canada, l'album atteint la 97e place tandis que Time Bomb atteint la 91ème place. Il s'ensuit une tournée aux États-Unis à la fin des années 1970 en première partie de divers artistes phares, notamment Lynyrd Skynyrd, Black Oak Arkansas et Neil Young. Le groupe devait à cette occasion se trouver dans l'avion dont le crash causa la mort de 3 des membres du groupe Lynyrd Skynyrd, tragédie évitée grâce à une émission de radio programmée à la dernière minute. Le 23 juin 1978, le groupe se produit en première partie d'un festival de rock au stade de football Feyenoord à Rotterdam, dans lequel se produisaient également Eric Clapton, Champion Jack Dupree et la tête d'affiche Bob Dylan. Après la rupture de leur contrat avec CBS, le label a publié des enregistrements live auparavant indisponibles, enregistrés lors d'apparitions sur scène entre mai 1979 et octobre 1980, incluant la formation Lake 1 (avec Detlef Petersen) et Lake 2 (avec Achim Oppermann) sur le double album live Live - On the Run. Le groupe a signe un autre contrat avec le label allemand Polydor et en 1984 sort leur 6e album, No Time for Heroes.
En 1985, Lake sort l'album Voices et enregistre son dernier album chez Polydor en 1986, So What . Le batteur de longue date Dieter Ahrendtquitte le groupe et se voit remplacé par Udo Dahmen . Le bassiste Jo (Josef) Kappl quitte également le groupe, remplacé par Benjamin Hüllenkrämer. So What comprend le titre "Inside To Outside", écrit par Achim Oppermann qui avait déjà été interprété par l'ancien chanteur de Kajagoogoo, Limahl . Lake est dissous en 1986/87. James Hopkins-Harrison, le chanteur principal, tombe dans la drogue après le décès d'un proche. Il décède d'une overdose d'héroïne en 1991.
Au début des années 2000, Lake a été relancé par Alex Conti, où l'on retrouve Mike Starrs, Adrian Askew, Mickie Stickdorn et Michael « Bexi » Becker. En mars 2005, sort le premier enregistrement en studio de Lake depuis 20 ans : The Blast of Silence .
Après avoir dû annuler leur album de 2012, Freedom, en raison de disputes avec leur chanteur d'alors, Lloyd Anderson ; leur chanteur d'origine (avant même James Hopkins-Harrison), Ian Cussick, rejoint le groupe. En février 2014, Lake sort un nouvel album : Wings of Freedom, qui contient la plupart du travail effectué sur Freedom (à l'exception de trois chansons qui ont été remplacées par deux nouvelles chansons), avec la voix de Cussick.

## Membres
Le groupe pendant leur période de succès (1976-1980) était composé de :
- Martin Tiefensee - basse (1970-1980)
- Detlef Petersen - claviers (1970-1980)
- Geoff Peacey - claviers (1973-1980)
- James Hopkins-Harrison - chant principal (1974-1986 ? )
- Alex Conti - guitares (1975-1981)
- Dieter Ahrendt - batterie (1975-1985)

Membres supplémentaires au cours de leurs premières années :
- Hans Hartz - chant (avant 1973)
- Spencer Mallinson - Guitares (1974-1975)
- Fritz "Freddy" Graack - batterie (1970-1975)
- Ian Cussick - basse, chant (1973-1974)
- Oreste "Lilio" Malagia - guitares (1973-1975)
- Bernard "Benny" Whelan - trompette (1973-1975)
- Gerd Beliaeff - saxophone, trombone (1973-1975)

Membres supplémentaires au cours de leurs dernières années :
- Heiko Efferts - basse (1980-1981)
- Frank Hieber - claviers (1980-1983)
- Achim Oppermann - claviers, guitare (1980-1986 ? )
- Jo Kappl - basse (1981-1985)
- Erlend Krauser - guitares (1981-1983)
- Bernd Gärtig - guitares (1984-1986 ? )
- Benjamin Hüllenkrämer - basse (1984-1986 ? )
- Thomas Bauer - claviers (1984-1986 ? )
- Udo Dahmen - batterie (1984-1986 ? )

Le groupe en 2005
- Alex Conti - guitares
- Mike Starrs - chant
- Adrian Askew - claviers
- Mickie Stickdorn - batterie
- Michael "Bexi" Becker - basse

Le groupe en 2013
- Alex Conti - guitares
- Ian Cussick - chant
- Jens Skwirblies - claviers
- Mickie Stickdorn - batterie
- Holger Trull - basse

## Discographie

### Albums
- Lake (1976)
- Lake II (1978)
- Paradise Island (1979)
- Ouch! (1980)
- Hot Day (1981)
- Lake Live... On The Run (1982)
- No Time For Heroes (1984)
- Voices (1985)
- In The Midnight (1986)
- So What (1986)
- Greatest Hits (1990)
- Definitive Collection (1997)
- Paradise Way - The Very Best of Lake (2004)
- The Blast of Silence (2005)
- Freedom (2012)
- Wings Of Freedom (2014)

### Singles
- Come Down / We´re Gonna rock (1973)
- King of the Rock'n Roll Party / She's Allright (1973)
- Sailor / Freedom Dreamer (1974)
- On the Run / Time Bomb (1976)
- Jesus Came Down / Chasing Colors (1976)
- Do I Love You / Key to the Rhyme (1977)
- 12 Live Maxi: Lost By the Wayside / See Them Glow / Chasing Colours / Black Friday (1977)
- Letters of Love / Lost By the Wayside (1978)
- See Them Glow / Angel in Disguise' (1978)
- Hard Road / One Way Song (1979)
- One Way Song / Paradise Way (1979)
- Living for Today / Jamaica High (1980)

### DVD
- Live (2007)